# Epiplema flavigutta
Epiplema flavigutta är en fjärilsart som beskrevs av W. Warren 1896. Epiplema flavigutta ingår i släktet Epiplema och familjen Uraniidae. Inga underarter finns listade i Catalogue of Life.